# Pièces en euro de la Lituanie
Cet article concerne uniquement les pièces en euros frappées par la Lituanie. Pour des explications plus générales concernant le processus ayant mené à l'adoption de l'euro par la Lituanie, voir Euro en Lituanie.

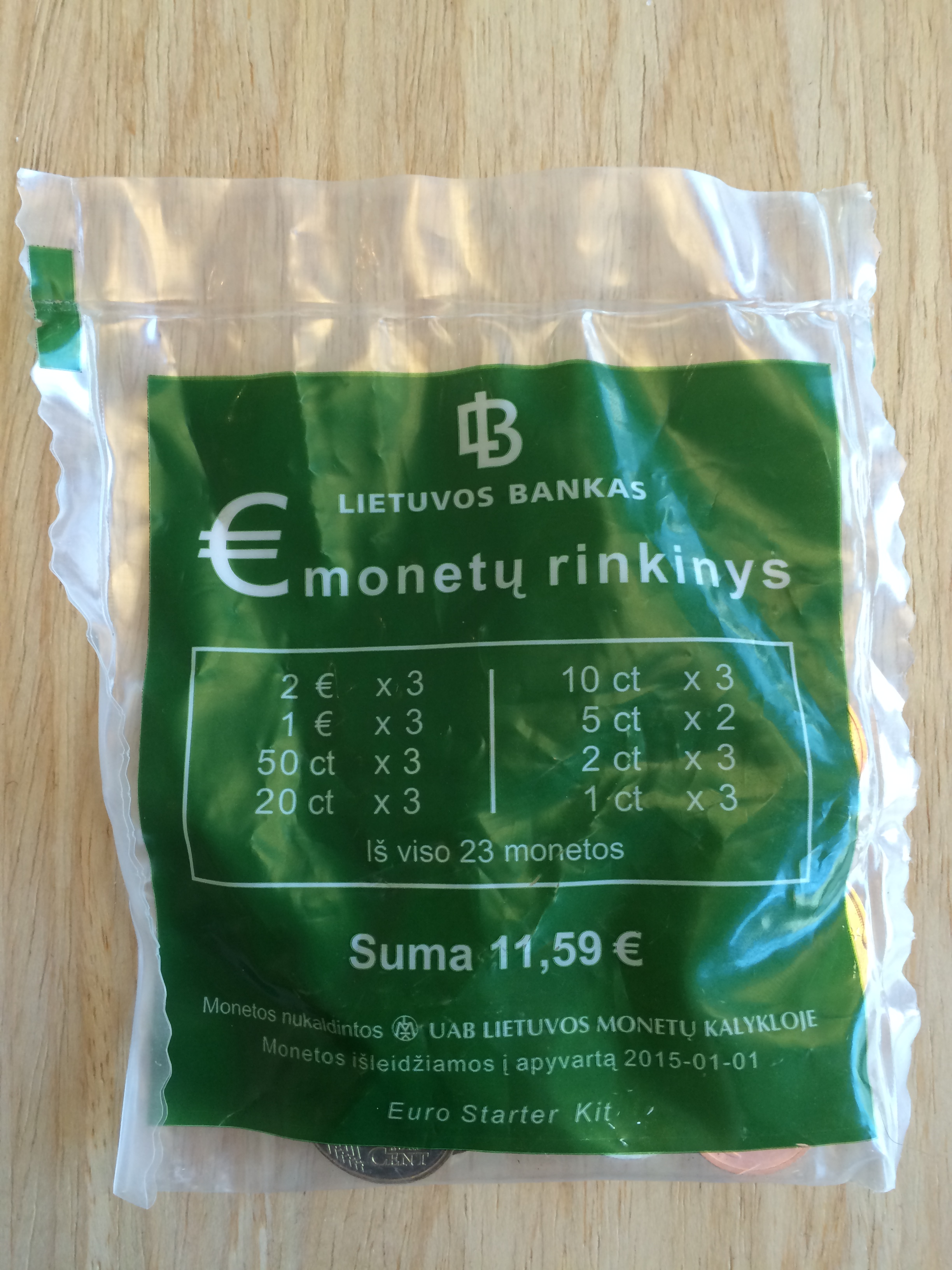
Starter kit lituanien.

Les pièces en euro de la Lituanie sont les pièces de monnaie en euro frappées par la Lituanie. L'euro a remplacé l'ancienne monnaie nationale, le litas, le 1er janvier 2015 au taux de conversion de 1 euro = 3,45280 litas. Les pièces en euro lituaniennes ont cours légal dans la zone euro depuis cette date.

## Pièces destinées à la circulation

### Face commune et spécifications techniques
Comme toutes les pièces en euro destinées à la circulation, les pièces lituaniennes répondent aux spécifications techniques communes et présentent un revers commun utilisé par tous pays de la zone euro. Celui-ci indique la valeur de la pièce. La Lituanie utilise la deuxième version du revers depuis qu'elle a adopté l'euro.

### Faces nationales des pièces courantes
La Lituanie espérait déjà adopter l'euro en 2007. C'est pour cette raison que le dessin a été choisi, sur concours, dès 2004.
Les huit pièces lituaniennes présentent toutes le même dessin, créé par Antanas Žukauskas, à l'exception de l'arrière-plan des étoiles : le chevalier Vytis, tel que présent sur les armoiries de la Lituanie, brandissant une épée dans la main droite et se protégeant avec un bouclier ornée d'une double croix au bras gauche. Le cheval se cabre. En bas, la mention du pays émetteur LIETUVA. En haut à droite, le millésime. Le tout est entouré des 12 étoiles du drapeau européen dans un anneau. Le fond de l'anneau est lisse sur les pièces de 1 à 5 centimes. Il est strié horizontalement sur les pièces de 10 à 50 centimes et verticalement sur les pièces de 1 et 2 euros.
La description des faces nationales de la Lituanie a été publiée dans le Journal officiel de l'Union européenne, le 31 octobre 2014.
| 1 centime   | 2 centimes  | 5 centimes                                  |
| ----------- | ----------- | ------------------------------------------- |
|             |             |                                             |
| Vytis.      |             |                                             |
| 10 centimes | 20 centimes | 50 centimes                                 |
|             |             |                                             |
| Vytis.      |             |                                             |
| 1 euro      | 2 euros     | Gravure sur la tranche (2 euros)            |
|             |             |                                             |
| Vytis.      | Vytis.      | Liberté - Unité - Bien-être (en lituanien). |

### Pièces commémoratives de 2 euros
La Lituanie a émis sa première pièce commémorative de 2 euros en 2015.
| 2015                                 | |                |
| 30e anniversaire du drapeau européen | |                |
|                                      | Le drapeau européen dessiné grossièrement, entouré par douze bonshommes stylisés. En haut à droite, le nom du pays émetteur LIETUVA suivi des années 1985-2015. L'anneau externe de la pièce comporte les douze étoiles du drapeau européen. |                |
| Graveur : Geórgios Stamatópoulos     | \| Gravure sur la tranche : \| Date : \| Tirage : \| \| \| 4e trimestre 2015 \| 750 000 pièces \| |                |
| Gravure sur la tranche :             | Date : | Tirage :       |
|                                      | 4e trimestre 2015 | 750 000 pièces |

| 2015                                           | |                     |
| Langue lituanienne                             | |                     |
|                                                | Cette pièce est la première pièce commémorative de 2 € émise par la Lituanie. En grand le mot AČIŪ (merci) au-dessus du nom du pays émetteur LIETUVA et du millésime 2015. Le fond est tapissé de l'ensemble des lettres de l'alphabet lituanien. L'anneau externe de la pièce comporte les douze étoiles du drapeau européen. |                     |
| Graveur : Liudas Parulskis Giedrius Paulauskis | \| Gravure sur la tranche : \| Date : \| Tirage : \| \| \| Décembre 2015 \| 1 million de pièces \| |                     |
| Gravure sur la tranche :                       | Date : | Tirage :            |
|                                                | Décembre 2015 | 1 million de pièces |

| 2016                                             | |                     |
| Culture balte,                                   | |                     |
|                                                  | Un disque d'ambre datant du néolithique percé en son centre et décoré d'une croix placée dans un cercle, ce qui symbolise l'axe du monde. En haut, la mention du pays émetteur LIETUVA et du millésime 2016, en plus petits caractères. L'anneau externe de la pièce comporte les douze étoiles du drapeau européen. |                     |
| Graveur : Jolanta Mikulskytė Giedrius Paulauskis | \| Gravure sur la tranche : \| Date : \| Tirage : \| \| \| 3 mai 2016 \| 1 million de pièces \| |                     |
| Gravure sur la tranche :                         | Date : | Tirage :            |
|                                                  | 3 mai 2016 | 1 million de pièces |

| 2017                                         | |                     |
| Vilnius, capitale de la culture et de l'art, | |                     |
|                                              | Vue de la ville de Vilnus montrant, à l'avant-plan, le clocher de l'église Saint-Jean-Baptiste-et-Saint-Jean-l'Évangéliste. Dans le fond, à gauche, l'église orthodoxe du Saint-Esprit et à droite, l'église Sainte-Catherine. À l'avant-plan, l'une des tours de l'église Saint-François-d'Assise. À gauche, le nom de la ville VILNIUS. En haut à droite, la mention du pays émetteur LIETUVA, suivie en plus petit par le millésime 2017. L'anneau externe de la pièce comporte les douze étoiles du drapeau européen. |                     |
| Graveur : Vladas Orzekauskas                 | \| Gravure sur la tranche : \| Date : \| Tirage : \| \| \| 3e trimestre 2017 \| 1 million de pièces \| |                     |
| Gravure sur la tranche :                     | Date : | Tirage :            |
|                                              | 3e trimestre 2017 | 1 million de pièces |

| 2018                                                 | |                     |
| 100e anniversaire de l'indépendance des Pays baltes, | |                     |
|                                                      | Cette pièce porte un dessin commun choisi avec l'Estonie et la Lettonie. Une tresse composée de trois mèches. Chacune d'elles comporte en haut les écussons (de gauche à droite) de la Lituanie, la Lettonie et l'Estonie. Au centre le nombre 100 stylisé. En bas à gauche, le nom du pays émetteur LIETUVA. En bas à droite, le millésime 2018. L'anneau externe de la pièce comporte les douze étoiles du drapeau européen. Le dessin a été choisi par Internet entre le 21 mars et le 5 avril 2017 parmi six propositions (deux venant de chaque pays). Le projet gagnant, baptisé Baltic sisters with plaited hair a obtenu 4 277 voix sur 14 302. |                     |
| Graveur : Justas Petrulis                            | \| Gravure sur la tranche : \| Date : \| Tirage : \| \| \| 1er trimestre 2018 \| 1 million de pièces \| |                     |
| Gravure sur la tranche :                             | Date : | Tirage :            |
|                                                      | 1er trimestre 2018 | 1 million de pièces |

| 2018                                           | |                |
| Célébrations de chants et danses lituaniennes, | |                |
|                                                | Guirlande en papier découpé représentant des hommes et des femmes (deux hommes et une femme sont visibles entièrement, deux femmes le sont partiellement), en dessous d'oiseaux (deux oiseaux sont visibles entièrement et deux le sont partiellement) et au-dessus de touffes d'herbe. En bas, la mention du pays émetteur LIETUVA. Sur l'oiseau, en haut, à gauche, le millésime 2018. L'anneau externe de la pièce comporte les douze étoiles du drapeau européen. |                |
| Graveur :                                      | \| Gravure sur la tranche : \| Date : \| Tirage : \| \| \| 2e trimestre 2018 \| 500 000 pièces \| |                |
| Gravure sur la tranche :                       | Date : | Tirage :       |
|                                                | 2e trimestre 2018 | 500 000 pièces |

| 2019                                                | |                |
| Les Sutartinės, chansons polyphoniques lituaniennes | |                |
|                                                     | Composition stylisée montrant trois visages féminins au centre. À gauche, la légende SUTARTINĖS. En haut, la mention du pays émetteur LIETUVA. À droite, le millésime 2019. L'anneau externe de la pièce comporte les douze étoiles du drapeau européen. |                |
| Graveur : Liudas Parulskis                          | \| Gravure sur la tranche : \| Date : \| Tirage : \| \| \| 3e trimestre 2019 \| 500 000 pièces \| |                |
| Gravure sur la tranche :                            | Date : | Tirage :       |
|                                                     | 3e trimestre 2019 | 500 000 pièces |

| 2019                        | |                |
| Samogitie,                  | |                |
|                             | Cette pièce est la première d'une série de 5 pièces commémoratives sur les régions ethnographiques de Lituanie. Armoiries de la Samogitie composées d'un écusson portant un ours debout. L'écusson est couronné et porté par un soldat et une déesse tenant une ancre. Sous l'écusson, la devise en latin PATRIA UNA (Une patrie). En bas, le nom de la région ŽEMAITIJA. En haut, la mention du pays émetteur LIETUVA. Sous les pieds du soldat, le millésime 2019. L'anneau externe de la pièce comporte les douze étoiles du drapeau européen. |                |
| Graveur : Rolandas Rimkūnas | \| Gravure sur la tranche : \| Date : \| Tirage : \| \| \| 3e trimestre 2019 \| 500 000 pièces \| |                |
| Gravure sur la tranche :    | Date : | Tirage :       |
|                             | 3e trimestre 2019 | 500 000 pièces |

| 2020                        | |                |
| Haute Lituanie,             | |                |
|                             | Cette pièce est la deuxième d'une série de 5 pièces commémoratives sur les régions ethnographiques de Lituanie. Armoiries de la Haute Lituanie composées d'un écusson portant un chevalier brandissant une épée. L'écusson est porté par deux anges. Sous l'écusson, la devise en latin PATRIAM TUAM MUNDUM EXISTIMA (Considère ta patrie comme le monde). En bas, le nom de la région AUKŠTAITIJA (Haute Lituanie). En haut, la mention du pays émetteur LIETUVA et le millésime 2020. L'anneau externe de la pièce comporte les douze étoiles du drapeau européen. |                |
| Graveur : Rolandas Rimkūnas | \| Gravure sur la tranche : \| Date : \| Tirage : \| \| \| 3e trimestre 2020 \| 500 000 pièces \| |                |
| Gravure sur la tranche :    | Date : | Tirage :       |
|                             | 3e trimestre 2020 | 500 000 pièces |

| 2020                                    | |                |
| La Colline des Croix, près de Šiauliai, | |                |
|                                         | Partie de la Colline des Croix avec des croix en bois ou en fer forgé. En bas, la légende KRYŽIŲ KALNAS (Colline des Croix). En haut, le millésime 2020 suivi de la mention du pays émetteur LIETUVA. L'anneau externe de la pièce comporte les douze étoiles du drapeau européen. |                |
| Graveur : Rytas Jonas Belevičius        | \| Gravure sur la tranche : \| Date : \| Tirage : \| \| \| 4e trimestre 2020 \| 500 000 pièces \| |                |
| Gravure sur la tranche :                | Date : | Tirage :       |
|                                         | 4e trimestre 2020 | 500 000 pièces |

| 2021                                        | |                |
| Réserve de biosphère de Žuvintas (lt)       | |                |
|                                             | L'environnement caractéristique de la réserve de biosphère de Žuvintas, des îles isolées sur un lac peuplé d’oiseaux et la plus grande zone humide de Lituanie, ainsi que sa faune distinctive. Au premier plan, un butor étoilé tente d’attraper un sonneur à ventre de feu flottant dans l’eau. À droite, parmi les joncs se trouve une fauvette aquatique. Au-dessus, une volée de grues cendrées et un cygne tuberculé, symbolisant l’établissement de la réserve. Le dessin est entouré, en arc de cercle, de la mention du pays émetteur LIETUVA en haut et des inscriptions ŽUVINTAS et UNESCO en bas, ainsi que le millésime 2021 vers la droite. L'anneau extérieur de la pièce comporte les 12 étoiles du drapeau européen. |                |
| Graveur : Eglė Ratkutė et Ernestas Žemaitis | \| Gravure sur la tranche : \| Date : \| Tirage : \| \| \| 2e trimestre 2021 \| 500 000 pièces \| |                |
| Gravure sur la tranche :                    | Date : | Tirage :       |
|                                             | 2e trimestre 2021 | 500 000 pièces |

| 2021                        | |                |
| Dzūkija                     | |                |
|                             | Cette pièce est la troisième d'une série de cinq pièces commémoratives sur les régions ethnographiques de Lituanie. Le dessin représente un blason figurant un soldat en armure tenant une hallebarde dans sa main droite et appuyant son bras gauche contre un bouclier baltique en argent. Ces armoiries posées sur une poutre sont tenues par deux lynx. Au-dessous est suspendu un ruban avec l'inscription latine EX GENTE BELICOSSISSIMA POPULUS LABORIOSUS (Peuple travailleur d'une tribu féroce). Le dessin est entouré, en arc de cercle, du nom du pays émetteur LIETUVA en haut, et du nom de la région honorée DZŪKIJA en bas. L'année d'émission 2021 figure en haut sous le nom du pays émetteur. L'anneau extérieur de la pièce comporte les 12 étoiles du drapeau européen. |                |
| Graveur : Rolandas Rimkūnas | \| Gravure sur la tranche : \| Date : \| Tirage : \| \| \| 3e trimestre 2021 \| 500 000 pièces \| |                |
| Gravure sur la tranche :    | Date : | Tirage :       |
|                             | 3e trimestre 2021 | 500 000 pièces |

| 2022                               | |                |
| 100 ans de basket-ball en Lituanie | |                |
|                                    | Au centre, représentation géographique du pays avec les lignes caractéristiques d'un terrain de basketball. En haut à droite, la mention du pays émetteur LIETUVA, en bas à gauche les années 1922 - 2022, les deux en arc de cercle. L'anneau externe de la pièce comporte les douze étoiles du drapeau européen. |                |
| Graveur : Egidijus Rapolis         | \| Gravure sur la tranche : \| Date : \| Tirage : \| \| \| 2e trimestre 2022 \| 750 000 pièces \| |                |
| Gravure sur la tranche :           | Date : | Tirage :       |
|                                    | 2e trimestre 2022 | 750 000 pièces |

| 2022                        | |                |
| Sudovie                     | |                |
|                             | Cette pièce est la quatrième d'une série de 5 pièces de 2 € commémoratives sur les régions ethnographiques de Lituanie. Armoiries de la Sudovie composées d'un écusson sur lequel figure un taureau, entouré sur les deux côtés de branches de chêne argenté reliées en bas par un ruban avec l'inscription VIENYBĖ TEŽYDI (L'unité peut fleurir, en lituanien). En haut, la mention du pays émetteur LIETUVA en arc de cercle et le millésime 2022. En bas, en arc de cercle, le nom de la région en lituanien SUVALKIJA. L'anneau externe de la pièce comporte les douze étoiles du drapeau européen. |                |
| Graveur : Rolandas Rimkūnas | \| Gravure sur la tranche : \| Date : \| Tirage : \| \| \| 4e trimestre 2022 \| 500 000 pièces \| |                |
| Gravure sur la tranche :    | Date : | Tirage :       |
|                             | 4e trimestre 2022 | 500 000 pièces |

| 2022                                                | |
| 35e anniversaire du programme Erasmus, créé en 1987 | |
|                                                     | Tous les pays de l'Union européenne utilisant l'euro émettent une pièce de 2 euros commémorative pour le 35e anniversaire du programme Erasmus. Le philosophe, humaniste et théologien néerlandais Érasme écrivant, d'après le tableau Desiderius Erasmus de Hans Holbein le Jeune, entouré d'une série de lien formant des étoiles et le nombre 35. Sur son flanc, les années 1987-2022, les mots ERASMUS PROGRAMMA et la mention du pays émetteur LIETUVA. L'anneau externe de la pièce comporte les douze étoiles du drapeau européen. |
| Graveur : Joaquin Jimenez                           | \| Gravure sur la tranche : \| Tirage : \| \| \| 300 000 pièces \| |
| Gravure sur la tranche :                            | Tirage : |
|                                                     | 300 000 pièces |

| 2023 |  |
| '    |  |
|      |  |

## Pièces de collection
La Lituanie émet également des pièces de collection, qui ont valeur légale (et peuvent donc être utilisées chez les commerçants) uniquement en Lituanie.